# العلاقات البنينية العمانية
العلاقات البنينية العمانية هي العلاقات الثنائية التي تجمع بين بنين وسلطنة عمان.

## مقارنة بين البلدين
هذه مقارنة عامة ومرجعية للدولتين:
| وجه المقارنة                                              | بنين            | سلطنة عمان    |
| --------------------------------------------------------- | --------------- | ------------- |
| المساحة (كم2)                                             | 114.76 ألف      | 309.50 ألف    |
| عدد السكان (نسمة)                                         | 11.18 مليون     | 4.64 مليون    |
| الكثافة السكانية (ن./كم²)                                 | 97.42           | 14.99         |
| العاصمة                                                   | بورتو نوفو      | مسقط          |
| اللغة الرسمية                                             | لغة فرنسية      | اللغة العربية |
| العملة                                                    | فرنك غرب أفريقي | ريال عماني    |
| الناتج المحلي الإجمالي (بليون دولار)                      | 9.27 مليار      | 72.64 مليار   |
| الناتج المحلي الإجمالي (تعادل القوة الشرائية) بليون دولار | 22.38 مليار     | 179.49 مليار  |
| الناتج المحلي الإجمالي الاسمي للفرد دولار أمريكي          | 762             | 15.55 ألف     |
| الناتج المحلي الإجمالي للفرد دولار أمريكي                 | 2.03 ألف        | 38.63 ألف     |
| مؤشر التنمية البشرية                                      | 0.480           | 0.793         |
| رمز المكالمات الدولي                                      | +229            | +968          |
| رمز الإنترنت                                              | .bj             | عمان          |
| المنطقة الزمنية                                           | ت ع م+01:00     | ت ع م+04:00   |

## منظمات دولية مشتركة
يشترك البلدان في عضوية مجموعة من المنظمات الدولية، منها:
| علم المنظمة | اسم المنظمة                               | تاريخ انضمام بنين | تاريخ انضمام سلطنة عمان |
| ----------- | ----------------------------------------- | ----------------- | ----------------------- |
|             | الاتحاد البريدي العالمي                   | ?                 | ?                       |
|             | مؤسسة التنمية الدولية                     | 16 سبتمبر 1963    | 1973                    |
|             | البنك الدولي للإنشاء والتعمير             | 10 يوليو 1963     | 1971                    |
|             | منظمة التجارة العالمية                    | ?                 | 2000                    |
|             | يونسكو                                    | 18 أكتوبر 1960    | 10 فبراير 1972          |
|             | منظمة التعاون الإسلامي                    | ?                 | 1970                    |
|             | المركز الدولي لتسوية المنازعات الاستشارية | 14 أكتوبر 1966    | 1995                    |
|             | وكالة ضمان الاستثمار متعدد الأطراف        | 26 سبتمبر 1994    | 1989                    |
|             | منظمة حظر الأسلحة الكيميائية              | ?                 | ?                       |
|             | مؤسسة التمويل الدولية                     | 5 فبراير 1987     | 1973                    |
|             | الاتحاد الدولي للاتصالات                  | 1961              | 28 أبريل 1972           |
|             | الأمم المتحدة                             | 20 سبتمبر 1960    | 7 أكتوبر 1971           |
|             | منظمة الشرطة الجنائية الدولية             | ?                 | ?                       |

## وصلات خارجية
- موقع وزارة الخارجية البنينية
- موقع وزارة الخارجية العمانية